# Пейич, Перо
Перо Пейич (хорв. Pero Pejić; 28 ноября 1982, Макарска, СР Хорватия, СФРЮ) — хорватский футболист, нападающий.

## Биография
Играл за хорватский клуб «Славен Белупо» и албанское «Динамо». В сезоне 2008/09 выступал за австрийский «Капфенберг». Дважды становился лучшим бомбардиром чемпионата Албании в составе «Скендербеу» и «Кукеси».